# Шубин, Николай Павлович
Николай Павлович Шубин (род. 1954, Тбилиси, Грузинская ССР, СССР) — российский серийный убийца. Совершил не менее 11 убийств, убивал в основном бездомных и одиноких людей.

## Биография
Родился в 1954 году в Тбилиси (Грузинская ССР). В юности переехал к родственникам на территорию Воронежской области. В 1976 году находился на стационарном лечении в Воронежском областном клиническом психоневрологическом диспансере с диагнозом «неврастения». В 1984 году был осуждён за спекуляцию и приговорëн к 4 годам лишения свободы в исправительной колонии усиленного режима. Вышел на свободу условно-досрочно через 2 года. Женился, но семейная жизнь не заладились, и он перебрался жить в Липецк.
С 2004 по 2006 год совершил серию из 11 доказанных убийств, хотя сам признавался в 13 убийствах, совершённых с 2001 года. Шубин всегда оглушал своих жертв сильным ударом в голову, потом связывал им руки и ноги проволокой, душил удавкой, которую всегда носил с собой. Шубин зарывал тела своих жертв примерно в одной и той же местности (микрорайон Новолипецк), в связи с чем называл себя «директором кладбища». Мотив для убийства, как правило, был у него простой — ссора или проигранная партия в шахматы. Все жертвы Шубина были одинокими людьми, ведущими маргинальный образ жизни – алкоголики и бездомные. Пропажа некоторых из них оставалась незамеченной вплоть до ареста убийцы.
Шубин был арестован 6 октября 2006 года. Сотрудники милиции задержали его в связи с исчезновением местного пенсионера Виктора Мещерякова, который пропал после того, как пошёл в парк сыграть в шахматы с Шубиным. На допросе Шубин сразу же признался в убийстве и показал место, где зарыл тело. Следствие по уголовному делу проводила прокуратура Левобережного района Липецка. Женщина-следователь установила доверительный психологический контакт с обвиняемым, и Шубин стал давать показания о других совершённых им убийствах, которые ранее были совершенно неизвестны правоохранительным органам. Он абсолютно не стыдился своих преступлений и рассказывал о них очень гордо и уверенно. Практически каждую неделю Шубин сообщал об очередном ранее совершённом им убийстве и показывал места, где зарывал тела.
Когда же он узнал, что женщину-следователя хотят заменить (её собирались назначить на более высокую должность), он заявил, что с новым следователем сотрудничать не станет и не даст дальнейших показаний о совершённых им убийствах. В результате по согласованию с руководством прокуратуры Липецкой области та женщина-следователь довела расследование до конца и лишь после направления уголовного дела в суд получила повышение в должности, а также в порядке поощрения ей был досрочно присвоен очередной классный чин.
В ходе следствия Шубину провели судебно-психиатрическую экспертизу. Ему был поставлен диагноз параноидной шизофрении непрерывного типа течения. Из-за этого суд признал его невменяемым и направил на принудительное лечение в Орловскую психиатрическую больницу специализированного типа.